# Crios
Dans la mythologie grecque, Crios (en grec ancien Κρίος / Kríos ou Κρεῖος / Kreîos ou en latin Crius) est un Titan, fils d'Ouranos (le Ciel) et de Gaïa (la Terre). 

## Mythe antique
Crios est un Titan, fils d'Ouranos (le Ciel) et de Gaïa (la Terre). Selon Hésiode, il est marié à sa demi-sœur Eurybie, fille de Gaïa et de Pontos (le Flot), de qui il a Astréos, Pallas et Persès. Pausanias cite en plus Python comme son fils. Il a aidé Cronos à détrôner leur père.
Lors de la Titanomachie, après dix ans de combat, Crios est emprisonné dans le Tartare par Zeus, les Titans ayant perdu contre les Olympiens aidés par les Cyclopes et les Hécatonchires sous le conseil de Gaïa.

## Évocation artistique
Crios est le personnage principal du péplum comique italien Les Titans réalisé par Duccio Tessari en 1962, qui utilise des divinités et des héros mythologiques mais invente une intrigue originale. Crios, qui est joué par Giuliano Gemma, est présenté comme le plus faible, mais le plus intelligent des Titans. L'intrigue du film commence lorsque Cadmos (qui, dans le film, est le roi de Crète et est impie) s'autoproclame dieu et commence à détruire des temples. Jupiter libère alors provisoirement Crios et lui confie la mission d'aller châtier l'orgueilleux, avec la libération définitive de tous les Titans à la clé. Crios mène à bien sa mission et obtient sa propre libération et celle de tous ses frères. Il épouse la fille de Cadmos, Antiope.

### Sources antiques
- Pseudo-Apollodore, Bibliothèque [détail des éditions] [lire en ligne] (I, 2-3 ; I, 8).
- Diodore de Sicile, Bibliothèque historique [détail des éditions] [lire en ligne] (V, 66, 1).
- Hésiode, Théogonie [détail des éditions] [lire en ligne] (v. 132-133, 207 et 375).
- Hymnes homériques [détail des éditions] [lire en ligne] (IV à Hermès v. 100).
- Pausanias, Description de la Grèce [détail des éditions] [lire en ligne] (X, 6, 5).

### Ouvrages savants
- Hervé Dumont, L'Antiquité au cinéma : Vérités, Légendes et Manipulations, Paris, Nouveau Monde, 15 octobre 2009, 688 p. (ISBN 2847364765).